# 박응순
박응순(朴應順, 1526년 6월 11일 ~ 1580년 11월 10일)은 조선의 문신이다. 선조의 장인으로, 의인왕후의 아버지이다.

## 생애
1526년(중종 21년) 태어났으며, 본관은 반남, 자는 건중(健仲)이다. 아버지는 사간원 사간을 지낸 박소이며, 어머니는 사섬시 정을 지낸 남양 홍씨 홍사부의 딸이다.
3살 때 고모의 양자가 되었으며, 어렸을 때에는 동생 박응남과 함께 성제원의 문하에서 공부하였다. 이후 1555년(명종 10년) 진사에 합격하였으며, 1559년(명종 14년)에 사복시 주부로 있었으나 위법을 저질러 면직되었다. 그러나 1560년(명종 15년) 다시 사헌부 감찰에 임명되었으며, 이후 안음 현감, 돈녕부 주부, 용인 현령 등 중앙과 지방의 여러 관직을 지냈다.
1569년(선조 2년) 그의 딸이 선조의 왕비로 선발되면서 돈녕부 도정에 오르고, 이 해 음력 11월 1일 정식으로 중전으로 책봉되어 정1품 영돈녕 부사 및 반성부원군에 제수되었다. 이듬해인 1570년(선조 3년) 도총부 도총관이 되었다.
이후 박응순은 1578년(선조 11년) 모친상을 당하여 시묘살이를 하다가 병환이 생기고, 결국 1580년(선조 13년) 음력 11월 1일 세상을 떠났다. 묘는 경기도 양주의 박응순의 어머니 묘 근처에 마련되었다.
한편 《조선왕조실록》의 졸기에는 "왕비의 아버지임에도 정사에 간섭하지 않았고, 마음을 편하고 조용히 가졌으며, 사치스럽지 않아 남들이 국구인지 몰랐다."라고 평하고 있다.

## 가족 관계
- 증조부[5] : 박임종 (朴林宗)
- 조부 : 박조년 (朴兆年)
- 조모 : 윤자선(尹孜善)의 딸 정경부인 파평 윤씨 (貞敬夫人 坡平 尹氏)
  - 아버지 : 박소 (朴紹, 1493년 ~ 1534년)
- 외조부 : 홍사부 (洪士俯)
  - 어머니 : 정경부인 남양 홍씨 (貞敬夫人 南陽 洪氏, 1494년 ~ 1578년)
    - 형 : 박응천 (朴應川, ? ~ 1581년[6])
    - 동생 : 박응남 (朴應男, 1527년 ~ 1572년[7])
    - 동생 : 박응복 (朴應福, 1530년 ~ 1598년[8])
    - 동생 : 박응인 (朴應寅, 1532년 ~ 1606년[9])
    - 누이 : 이희백(李希伯)의 처
    - 누이 : 박성원(朴誠元)의 처

  - 장인 : 문천정 이수갑 (文川正 李壽甲)
    - 부인 : 전주 이씨 (全州 李氏, ? ~ 1595년 음력 4월 16일[10])
      - 아들 : 박동언 (朴東彦, 1553년 ~ 1605년[11])
      - 딸 : 의인왕후 (懿仁王后, 1555년 ~ 1600년)
      - 사위 : 조선 제14대 왕 선조 (宣祖, 1552년 ~ 1608년, 재위 : 1567년 ~ 1608년)